# Hiroaki Sato
Hiroaki Sato (japonsko 佐藤 弘明), japonski nogometaš, * 5. februar 1932, Hjogo, Japonska, † 1. januar 1988.
Za japonsko reprezentanco je odigral 15 uradnih tekem.